# Pizarro (apellido)
Pizarro es un apellido oriundo de España. Parece derivar de la voz castellana de origen prerromano pizarra, probablemente en el sentido de "lugar  de pizarras".
El apellido Pizarro aparece entre los caballeros, que encabezados por Fernán Ruiz, reconquistaron de la ciudad de Trujillo el 25 de enero de 1232, pasando a pertenecer a la Corona de Castilla durante el reinado de Fernando III.

## Descripción del escudo de armas
En campo de oro, un pino con piñas de oro, acompañado de dos lobos empinados al mismo y de dos pizarras al pie del tronco.